# Pumprisse

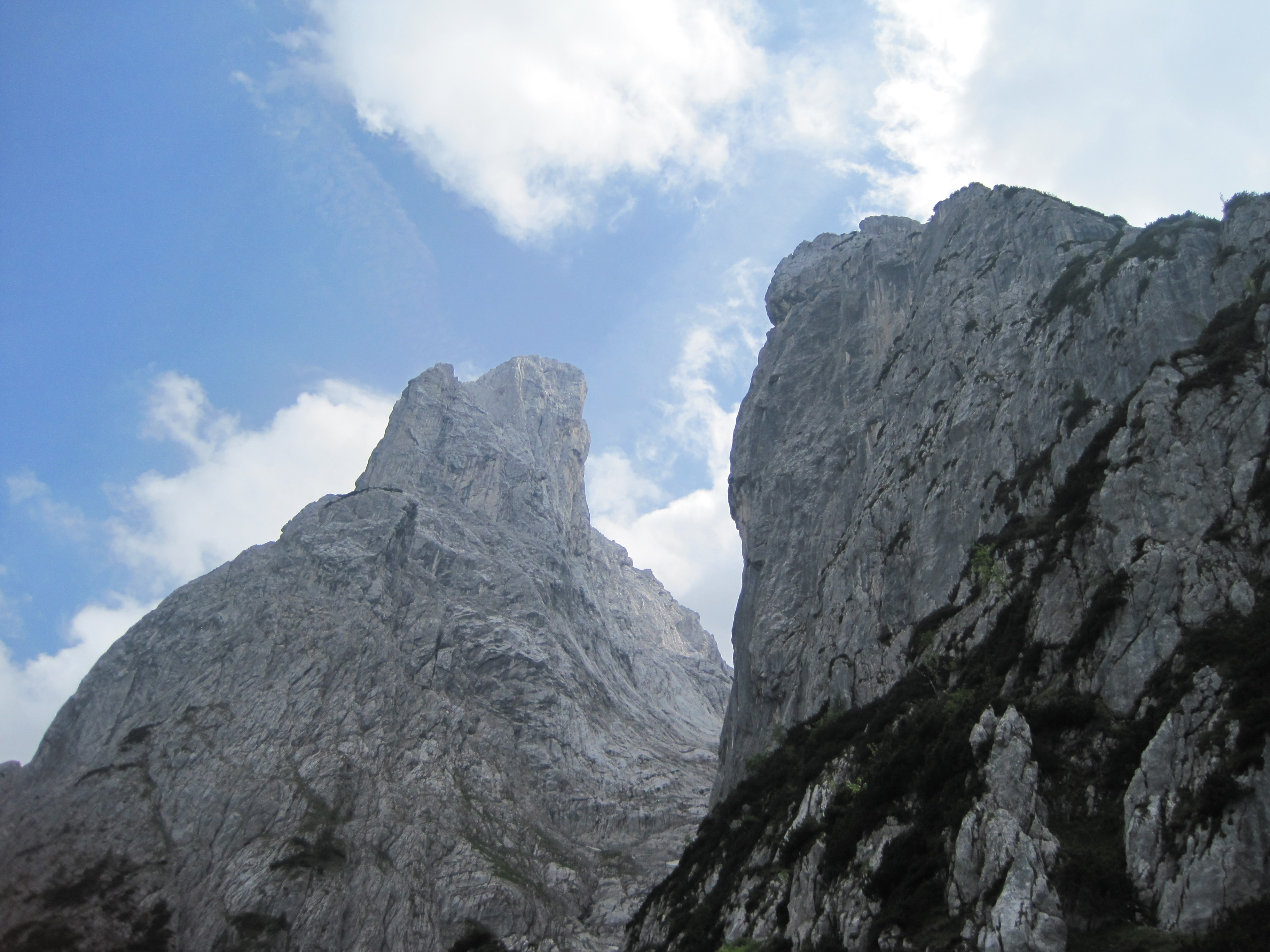
Der Fleischbankpfeiler (rechts) mit den Pumprissen an der linken Kante des Pfeilers

Pumprisse ist eine etwa 300 Meter lange Riss-Kletterroute am Fleischbank-Südostpfeiler im Wilden Kaiser (Tirol, Österreich).
Am 2. Juni 1977 gelang Reinhard Karl (1946–1982) und Helmut Kiene (* 1952) mit ihrer Erstbegehung der Pumprisse die erste Route in den Alpen im offiziellen VII. Grad (lt. UIAA-Skala). Der Zugang zu den eigentlichen Rissen erfolgt durch einen Quergang von der Rebitsch-Route und erfordert freie Kletterei im UIAA-Grad VIII+. Dieser Teil wurde erstmals im Jahr 1987 von Bernd Arnold frei geklettert. Es existiert auch ein direkter Einstieg über den Brandler-Zustieg.
Als erste Frau kletterte Christel Howald 1978 die Route.